# Herrenwalde
Herrenwalde ist ein Gemeindeteil von Großschönau im Landkreis Görlitz.

## Geografie

### Lage
Herrenwalde liegt im südlichen Teil des Landkreises am Fuß des Lausitzer Gebirges im Großschönauer Becken- und Kuppenland in der Östlichen Oberlausitz. Das Dorf befindet sich rechtsseitig der Lausur am Nordosthang des Weberberges (711 m ü. NHN). Der Ort liegt nahe der tschechischen Grenze an der Straße von Waltersdorf nach Niedergrund. Nördlich erhebt sich der Finkenhübel (411 m), südöstlich der Butterberg (509 m), südlich die Sängerhöhe bzw. Unglückstein (497 m), der Ottoberg (520 m) und die Lausche (793 m). Durch Herrenwalde führt der Oberlausitzer Bergweg.

### Nachbarorte
| Niedergrund   | Warnsdorf                                   | Neuschönau       |
| Niedergrund   | Kompassrose, die auf Nachbargemeinden zeigt | Hinterer Viehbig |
| Innozenzidorf | Pilzdörfel                                  | Waltersdorf      |

## Geschichte
Das Dorf wurde um 1580 durch den Zittauer Rat auf dem Grund des Waltersdorfer Müllers gegründet. Flurnamen wie Bornwiese und Moor erinnern daran, dass der neue Ort auf feuchten Fluren entstand. Im Jahre 1604 war Herrenwalde auf zehn Gartennahrungen angewachsen. Nach dem Dreißigjährigen Krieg wurde das Dorf um mehrere Häuslerstellen für böhmische Exulanten erweitert. 1782 erfolgte 300 m südlich von Herrenwalde an der Gemarkungsgrenze die Errichtung der Häuslersiedlung Pilzdörfel.
Die Bewohner lebten von der Leinen- und Zwillichweberei. Herrenwalde blieb bis zur Mitte des 19. Jahrhunderts immer ein Zittauer Ratsdorf und war nach Waltersdorf eingepfarrt. Seit 1951 wurden mehrere der Häuser zur Unterbringung von Urlaubern genutzt.
Herrenwalde war nie eigenständig. Das Dorf war bis 2003 ein Ortsteil von Waltersdorf und bis 2004 ein Ortsteil von Großschönau. Am 1. Januar 2004 wurde Herrenwalde als Ortsteil gestrichen. Seitdem wird Herrenwalde, wie auch Saalendorf, durch den Ortschaftsrat von Waltersdorf in der Gemeinde vertreten.

### Ortsname
Urkundlich überliefert sind die Namensformen Herrnwalde (1732), Herrenwalda (1768) und Herrenwalde (1836).

### Verwaltungszugehörigkeit
1777: Görlitzer Kreis, 1849: Landgerichtsbezirk Löbau, 1856: Gerichtsamt Zittau, 1875: Amtshauptmannschaft Zittau, 1952: Kreis Zittau, 1994: Landkreis Löbau-Zittau, 2008: Landkreis Görlitz

### Einwohnerentwicklung
| Jahr | Einwohner                         |
| ---- | --------------------------------- |
| 1777 | 12 Gärtner, 13 Häusler, 1 Wüstung |
| 1834 | 228                               |
| 1871 | 205                               |
| 1890 | 192                               |
| 1905 | 21                                |

## Ortsbild
Das Waldstreifendorf besteht größtenteils aus Umgebindehäusern in Blockbauweise. Am Abzweig der Straße von Waltersdorf nach Pilzdörfel und Herrenwalde steht ein Gedenkstein "400 Jahre Pilzdörfel", wobei sich das Jubiläum auf Herrenwalde bezieht.